# 奥斯特勒旺地区马尔克
奥斯特勒旺地区马尔克（法語：Marcq-en-Ostrevent）是法国上法兰西大区北部省的一个市镇，位于该省中东部偏南，属于杜埃区。该市镇的总面积为6.27平方公里，2009年时的人口为736人。

## 人口
奥斯特勒旺地区马尔克人口变化图示
| 数据来源：INSEE |